# Musée Giovanni-Boldini

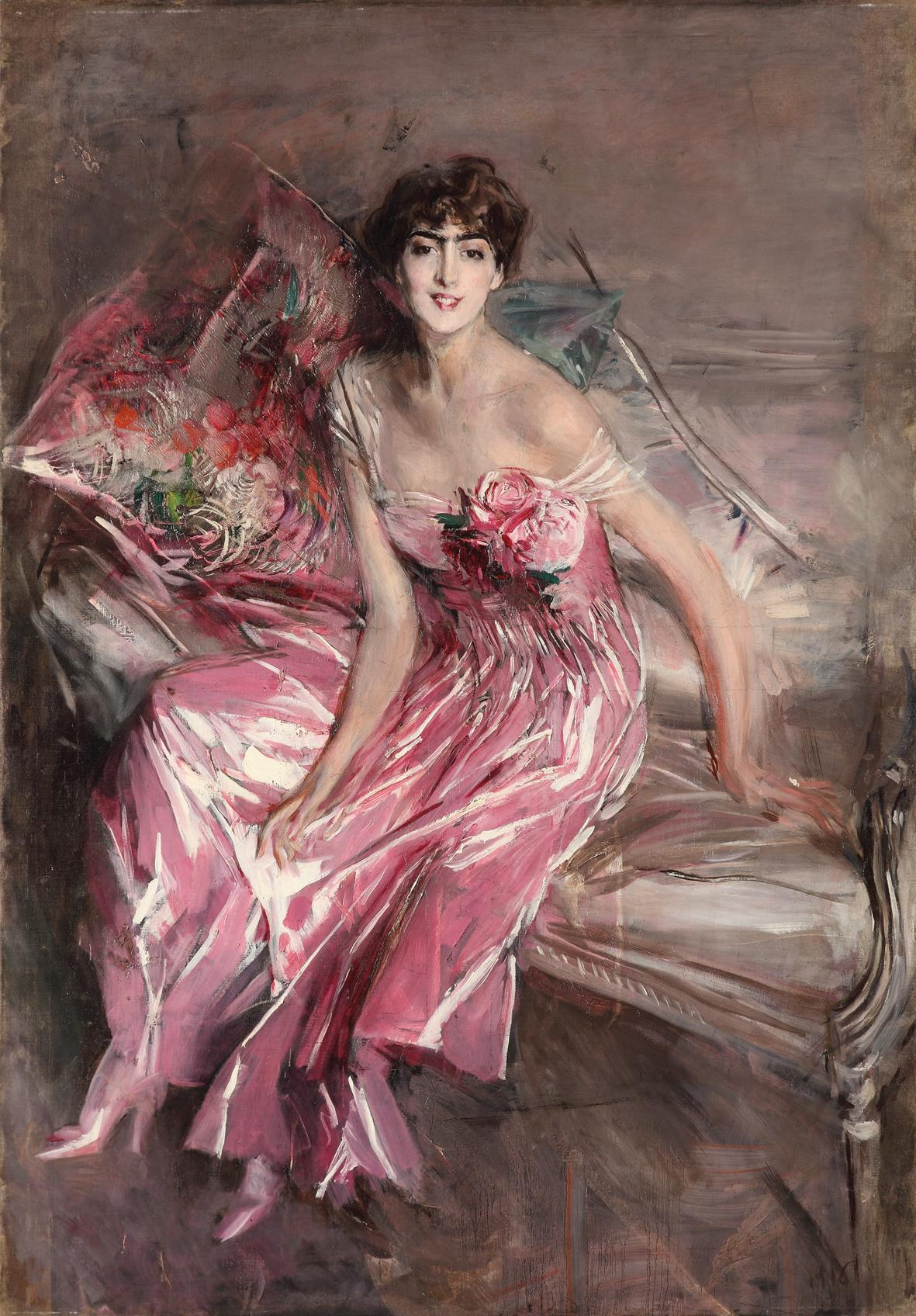
La Signora in rosa.

Le musée Giovanni-Boldini,  consacré à la collection du peintre ferrarais Giovanni Boldini, l'un des protagonistes incontestés de la  Belle Époque, est abrité au Palazzo Massari situé à Ferrare dans la région d'Émilie-Romagne.
Le Musée Giovanni Boldini est la plus importante collection publique d'œuvres de l'artiste qui, s'est d'abord installé à Florence, puis à Londres et enfin à Paris. Une partie de sa collection, léguée par la veuve de l'artiste à la commune de Ferrare, le 20 octobre 1935, est exposée au piano nobile du palais ainsi que de nombreux dessins et les effets personnels du peintre.
Considéré comme l'un des meilleurs portraitistes de la haute société européenne de la fin du XIXe siècle, les femmes les plus élégantes de l’époque rivalisèrent, alors, pour poser pour lui. Il travailla à Paris, à Londres et en Toscane.

## Histoire
En 1922, la mort de son ami Léon Bonnat à 92 ans affecte particulièrement Boldini. Bonnat lègue tous ses dessins au musée de Bayonne. Boldini confie alors à son ami Giovanni Baldi son désir de donner à Ferrare tout ce qui restera dans son atelier après sa mort : tableaux, aquarelles, dessins et mobilier.  

## La collection
La collection rassemble plus d'une soixantaine de peintures et plus d'un millier d'œuvres sur papier - pastels, aquarelles, dessins et gravures - ainsi qu'un riche noyau de lettres, documents, objets personnels et mobilier de la maison-atelier parisienne du boulevard Berthier. Pour sa richesse et sa qualité, la collection Ferrara permet de documenter toute la carrière de l'artiste et tous les aspects de sa production riche et variée : des œuvres de sa jeunesse aux années passées dans la Florence des Macchiaioli, lorsque Boldini s'est distingué pour une interprétation  complètement nouvelle du portrait, aux expériences audacieuses menées dans le Paris des impressionnistes, entre les années soixante-dix et quatre-vingt du XIXe siècle ; des grands portraits officiels en pied pour lesquels il est devenu célèbre dans le monde entier et dont le Musée conserve quelques-uns des plus grands chefs-d'œuvre, aux expérimentations picturales boldiniennes les plus intimes composées de natures mortes raffinées, de splendides vues de Venise, de paysages et de paysages singuliers scènes d'intérieur.

## Parcours muséal
La visite débute par la chapelle baroque du palais, située au-delà du grand Salon des Fêtes. Ensuite trois petites salles abritent les œuvres des débuts du peintre parmi lesquels un autoportrait et une peinture à l'huile intitulée Deux Chevaux blancs. Dans la quatrième salle, somptueusement décorée de fresques, sont exposés cinq grands tableaux qui témoignent du brio et de l'univers féminin du peintre : La Comtesse Gabrielle del Rasty, L'Infante Eulalie de Bourbon, Le Petit Subercaseaux, La Comtesse de Leusse et Feu d'artifice, tous réalisés entre 1878 et le 1891.
Après un long couloir orné de stucs blancs et dorés, on accède à sa collection de dessins et d'aquarelles. La dernière salle est dominée par La Promenade au bois. Les salles successives contiennent nombreuses études picturales et objets personnels de l'artiste, y compris une boîte de couleurs avec ses pinceaux, et la célèbre Dame en rose, devenue un peu le symbole du musée.